# همپتن (مینه‌سوتا)
همپتن، مینه‌سوتا (به انگلیسی: Hampton, Minnesota) یک شهر در ایالات متحده آمریکا است که در شهرستان داکوتا واقع شده‌است.

## خصوصیات
همپتن ۳٫۵۲ کیلومترمربع مساحت و ۶۸۹ نفر جمعیت دارد و ۳۰۲ متر بالاتر از سطح دریا واقع شده‌است.